# 3CCD

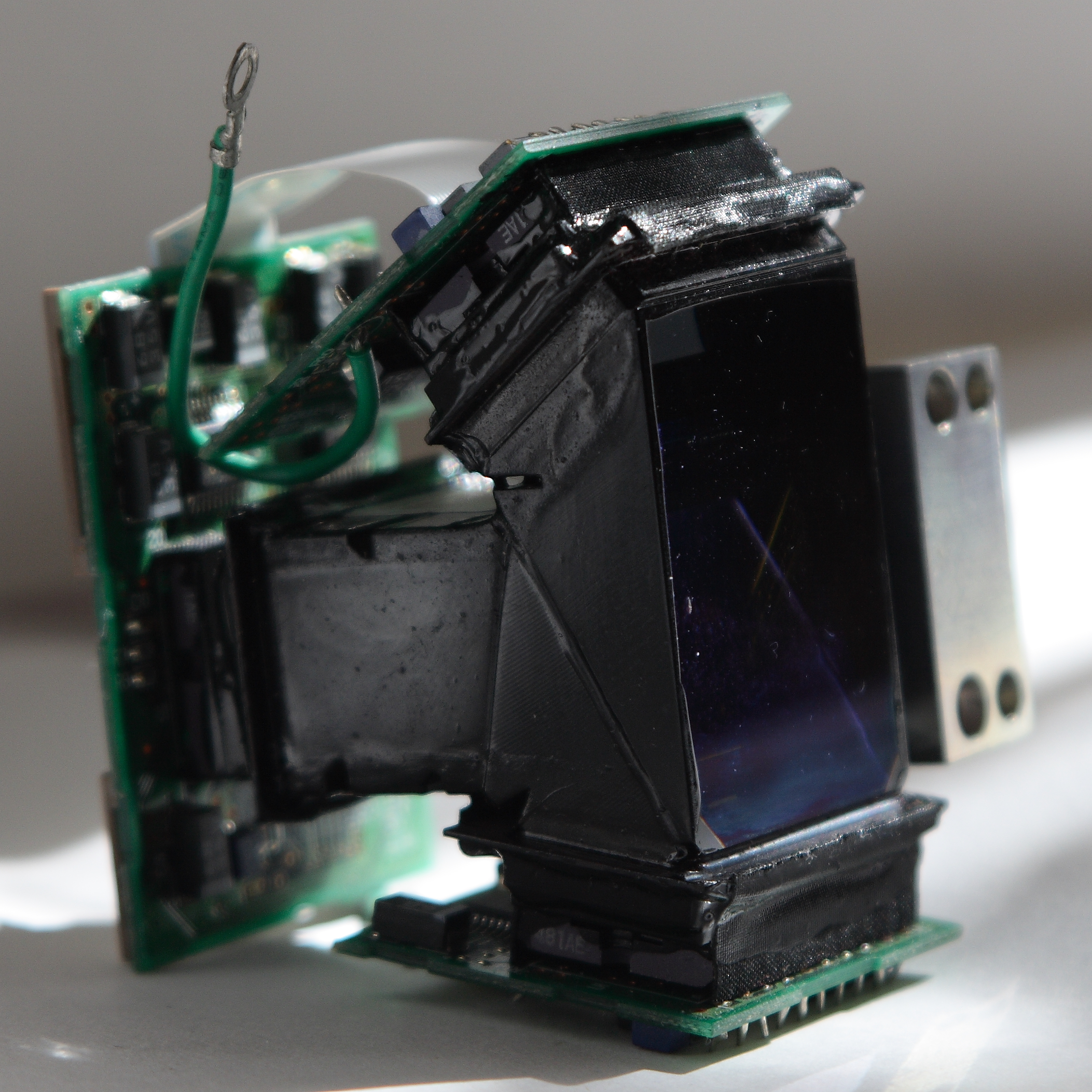
Een 3CCD-blok dat een prisma bevat waaromheen 3CCD's zijn gemonteerd.

Even schematische tekening van een dichroïsche prisma die het licht scheidt in de drie verschillende primaire kleuren

3CCD is een techniek voor het registreren van licht ten behoeve van video. Hierbij wordt gebruikgemaakt van drie charge-coupled devices (CCD's), elk voor een van de drie primaire kleuren, en een dichroïsch prisma dat het licht ten behoeve daarvan scheidt in de juist golflengte. Het wordt toegepast in camera's voor onder andere fotografie, video en telecine.

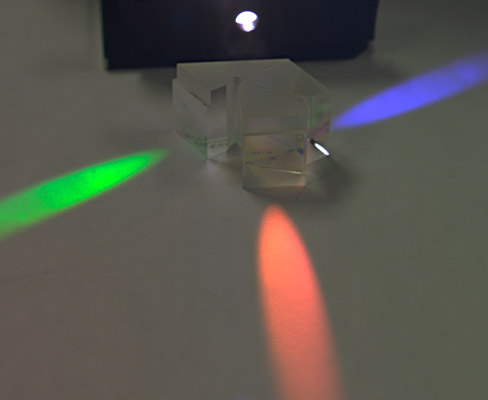
Een voorbeeld van hoe licht door middel van een dichroïsch prisma in drie kleuren wordt gesplitst.

In verhouding met 1CCD-camera's hebben 3CCD-camera's een betere beeldkwaliteit vanwege een hogere resolutie en een lagere ruis. Vanwege het apart registreren van rood, groen en blauw hebben 3CCD-camera's een veel betere nauwkeurigheid met betrekking tot het registreren van kleur. Dat komt doordat vrijwel alle 1CCD-camera's gebruikmaken van een Bayerfilter om een kleurenbeeld te bereiken. Dat werkt als volgt: alle pixels bevatten maar één derde van alle kleurinformatie, en achteraf wordt de kleurinformatie van elke pixel met die van zijn buren vergeleken en aangepast.

## Techniek
De combinatie van de drie sensoren kan op onder andere de volgende manieren bekomen worden.
- Samengestelde bemonstering, waarbij de drie sensoren perfect uitgelijnd zijn om kleurartefacten te voorkomen wanneer de kleurinformatie weer gecombineerd wordt.
- Pixel-verschuiving, waarbij de drie sensoren een halve pixel van elkaar verschoven zijn. Hierdoor kan na het combineren van de signalen van de drie sensoren een hogere resolutie worden bekomen. Dit kan horizontaal gebeuren, zodat er een hogere horizontale resolutie ontstaat in standaardresolutiecamera's, of verticale en horizontale verschuiving zodat er in het geheel een hogere resolutie ontstaat.